# Пара Нормальних
«Па́ра Норма́льних» — український музичний попгурт. Створений 2007 року.

## Історія гурту
4 жовтня 2008 року гурт випустив свій дебютний альбом «Я придумаю Happy End». За рік існування колективу, пісні «Пара Нормальних» вийшли на 15 збірках у всіх країнах СНД, загальним накладом понад 500 тисяч дисків. Другий альбом «Скандал во время рекламы» з'явився в квітні 2008 року.
Перший тур «Пара Нормальних» у 29 містах України пройшов на початку 2009 року, загальна кількість відвідувачів на концертах перевищила 20 тисяч людей. Гурт став відкриттям на фестивалях «Таврійські ігри 2008» і «Чорноморські ігри 2008», де була відзначена дипломом. У кінці квітня 2009 року гурту успішно пройшов фінальний відбір міжнародного конкурсу «Нова хвиля 2009» в Москві, звідки колектив повернувся з призом від МУЗ-ТВ — їх кліп на пісню «Happy End» отримав 100 ротацій російського телеканалу. Відтоді пісні «Пара Нормальних» звучать на радіо в Росії, а їхні кліпи — ротуються на російському ТБ.
Саундтреки до телесеріалів
- «Колишня»
- «Сила тяжіння» компанії «Амедіа».

Телевізійні програми
- українська «Фабрика зірок 2»,
- «Море по коліно»,
- «Аналіз крові»,
- «Інтуїція»,
- «Квартал 95».

### Перший склад гурту
- Анна Добриднєва. Освіта — хормейстер. Вона — лауреат хорових і найбільших рок-фестивалів, конкурсів академічного вокалу і фортепіанної музики. Була учасницею дум-металового гурту «Mournful gust», команд у стилі нью-метал «Стан» і «Карна», була регентом церковного хору, виступала з вогняним видовищем. Була ведучою проєкту мережі «Козирна Карта», «Ближче до Зірок — Кліпоманія». Брала участь у зйомках відео гуртів «Антитіла», «Контрабанда».
- Іван Дорн

### Зміни в складі гурту
Влітку 2010 року Іван Дорн залишив гурт і його місце зайняв Артем Мєх — співак і автор пісень, учасник телешоу «Фабрика зірок 3». Контракт Артема Мєха передбачав співпрацю протягом 4-ох років. 
У травні 2014 року продюсерський центр CatapultMusic і Артем Мєх офіційно заявили про завершення співпраці в рамках гурту «Пара Нормальних» і пошук нового соліста.

## Відеографія
- 2007 — «Возвращайся»
- 2007 — «My Honey»
- 2008 — «Скандал»
- 2008 — «Happy End»
- 2009 — «Не улетай»
- 2009 — «Вставай»
- 2010 — «Эй, бэйба!»
- 2010 — «История любви»
- 2011 — «По улицам Москвы»
- 2011 — «Ах, Ира»
- 2012 — «Невеста»
- 2012 — «Вендетта»
- 2013 — «Love Is»
- 2017 — «Как мы любили»